# Lista de condados do Maine

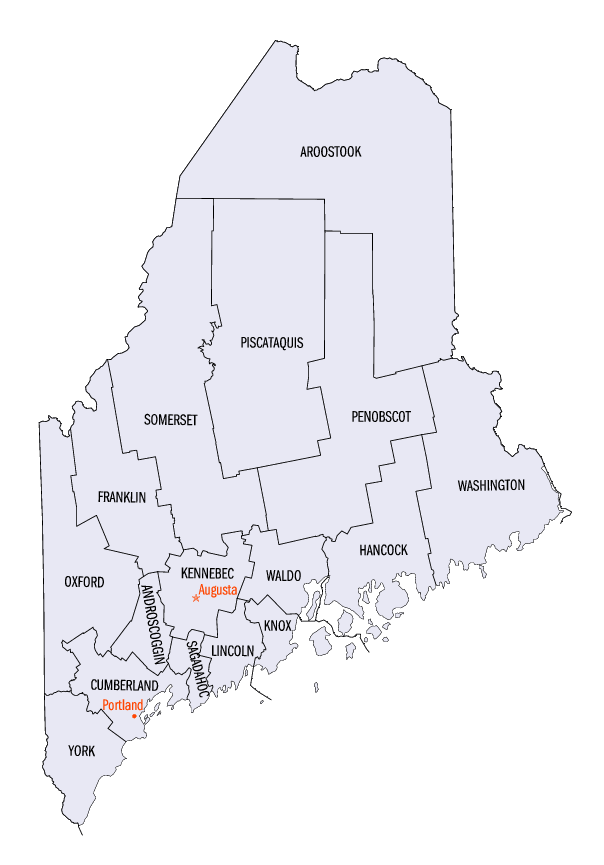
Mapa dos condados do Maine

| - Androscoggin - Aroostook - Cumberland - Franklin - Hancock - Kennebec - Knox - Lincoln - Oxford - Penobscot - Piscataquis - Sagadahoc - Somerset - Waldo - Washington - York |